# 俞俊 (成化丙戌進士)
俞俊（1437年—？），字舜卿，直隸揚州衛人，明朝政治人物。進士出身。

## 生平
應天府鄉試第六十八名。成化二年（1466年）丙戌科會試第二百六十九名，殿試登進士第二甲第三十六名。

## 家族
曾祖俞思中。祖父俞文友。父亲俞永貴，曾任百戶。